# Metrocable (Medellín)
Pour les articles homonymes, voir Metrocable.
Le Metrocable est un système de télécabines installé par la communauté urbaine colombienne de Medellín, en complément au métro de Medellín, au tramway, aux bus en site propre, pour permettre d’accéder aux quartiers les moins développés de la commune. Tous ces moyens, ainsi que les bus classiques du SITVA (Sistema integrado de transporte del Valle del Aburrá) sont intégrés (Carte de transport et facturation uniques). Cet aménagement a fait de Medellín un modèle de développement. 
Medellín est une ville de la vallée de l’Aburra, environnée de hauteurs. On trouve dans ces hauteurs des quartiers pauvres — barrios, voire invasiones — : l’importance des dénivelés, l'étroitesse et la sinuosité des rues y rendent difficile la mise en place de transports collectifs terrestres, même si la desserte par des busetas (minibus) est également importante.

## Caractéristiques
Le Metrocable est géré par le réseau de métro de Medellín. C’est un système de télécabine monocâble à cabines détachables dont la vitesse est de 18 km/h. Le débit maximal est de 3 000 passagers par direction et par heure. C’est un système comparable aux télécabines des stations de ski, aménagé pour en accroître la capacité. Chaque cabine est équipée d’un éclairage à énergie solaire et d’un système de communication. Du fait de l'augmentation de la population et de l'extension de la métropole, il a semblé nécessaire de mettre en place un système pour inclure les quartiers périphériques qui étaient mal desservis par les transports traditionnels ainsi que pour répondre au problème des mobilités quotidiennes de plus en plus fréquentes et difficiles.
Cette solution de transport par câble a été fournie par la société française POMA.
Trois lignes intégrées fonctionnent : H (Oriente - Villa Sierra), J (San Javier - La Aurora) et K (Acevedo - Santo Domingo) et deux nouvelles lignes sont en construction : M (Miraflores - Trece de noviembre) et P (Acevedo - El Progreso 2). La ligne L (Santo Domingo - Parque de Arví), à vocation plus touristique, n'est pas intégrée.
Le système a rencontré un grand succès : selon une information (non datée) du SITVA, il transporte 40 000 passagers par jour. Ce réseau de transport a permis de réduire le taux de criminalité en désenclavant les zones les plus pauvres qui étaient, jusque-là, aux mains des narcotrafiquants. En effet, grâce à cette infrastructure, les populations défavorisées ont pu être mieux intégrées dans la ville et accéder plus facilement aux services publics (accès à la culture, diminution du chômage...). C'est ce qu'on appelle une inclusion urbaine.
Le nombre de lignes et le nombre de stations en font le système de transport urbain par câble le plus important au monde. Pour la longueur (lignes existantes) et la fréquentation, seul le dépasse le système Mi teleférico de La Paz - El Alto (Bolivie).
Un système similaire a été installé à Caracas (Venezuela).